# Тэйхо

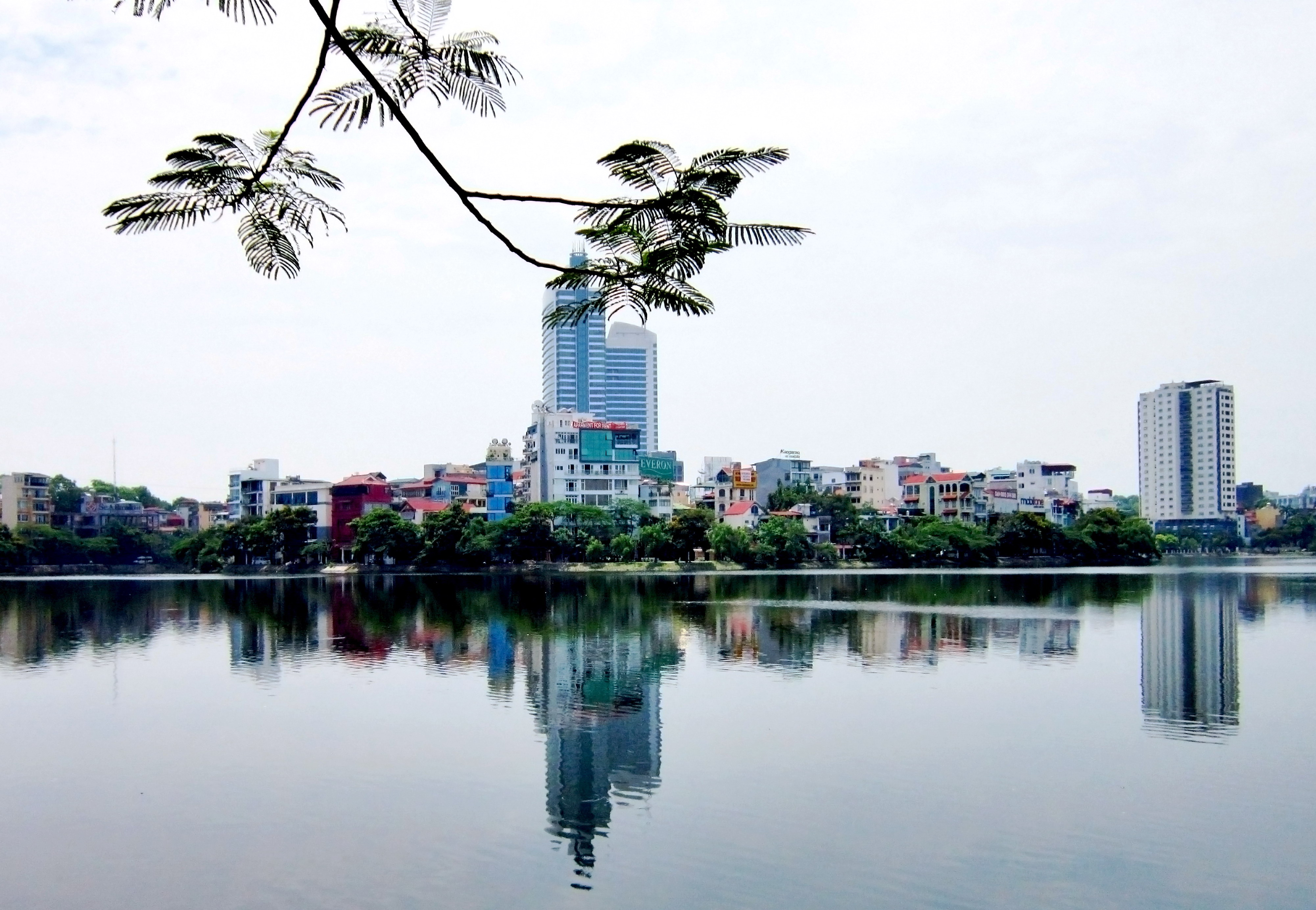
Западное озеро

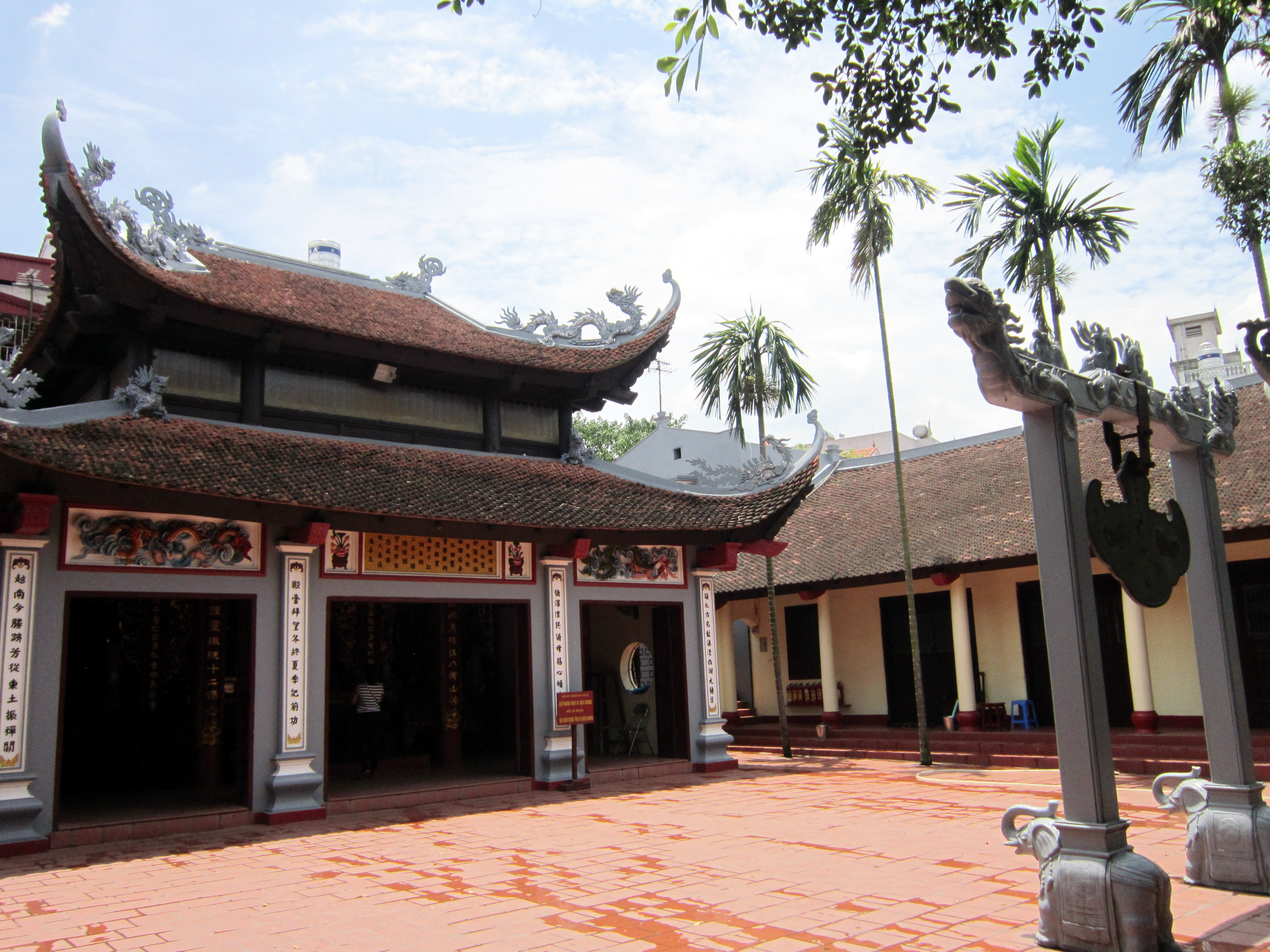
Храм Футэйхо

Тэйхо (вьет. Tây Hồ, в переводе — «Западное озеро») — один из двенадцати городских районов (quận), входящих в состав Ханоя, с севера примыкает к историческому центру города (районы Бадинь, Донгда и Хоанкьем). Площадь — 24 кв. км, население — 105 тыс. человек.
Центральное положение, относительно хорошая экология и наличие большого озера способствовали превращению Тэйхо в престижный жилой район для высокопоставленных чиновников, военных и творческой интеллигенции, а также бизнесменов и экспатов. Также здесь расположены Земельное управление Ханоя, Американская торговая палата во Вьетнаме и посольство Омана.  

## География
Район Тэйхо расположен к северу от центра Ханоя, между Западным озером и Красной рекой. На юге он граничит с районом Бадинь, на юго-западе — с районом Каузяй, на западе — с районом Бактыльем, на севере — с уездом Донгань, на востоке — с районом Лонгбьен.
Пресноводное Западное озеро является крупнейшим в Ханое, его берега, застроенные садами, святилищами, аттракционами, отелями и ресторанами, служат популярным местом отдыха и развлечений. Согласно одной из легенд, озеро возникло после битвы между Лак Лонг Куаном и духом лисы с девятью хвостами. Другая легенда утверждает, что в старину оно называлось «Озеро золотого буйвола» (Hồ Trâu Vàng), в XI веке получило название «Туманное озеро» (Hồ Dâm Đàm), а в 1573 году по велению императора Ле Тхе-тонга — современное название. Здесь находится пагода Чанкуок — старейшая пагода страны, построенная в VI веке и сейчас расположенная на маленьком полуострове у юго-восточного берега озера. Рядом с этой пагодой в районе Бадинь находится храм Куантхань — один из четырёх священных храмов древнего Ханоя.
Улица Тханьньен (вьет. Thanh Niên), проложенная по дамбе, отделяет Западное озеро от небольшого озера Чукбать (вьет. Trúc Bạch), расположенного в районе Бадинь. На этих озёрах обитают лысуха и другие водоплавающие птицы, растёт лотос. 
На северном побережье Западного озера разбит большой парк Хотэй (Công viên Hồ Tây), привлекающий посетителей своими аквапарком, аттракционами, ресторанами, кафе и сувенирными магазинами. Вдоль южного берега Западного озера, от рынка Быой вдоль улицы Тхюикхюэ до храма Куантхань сохранилось множество старых кварталов с древними святилищами и историческими сельскими воротами.
Многие каналы и берега озёр загрязнены мусором, что способствует наводнениям и размножению москитов.

## Административное деление
В настоящее время в состав района Тэйхо входят восемь кварталов (phường) — Быой (вьет. Bưởi), Няттан (вьет. Nhật Tân), Футхыонг (вьет. Phú Thượng), Куанган (вьет. Quảng An), Тхюикхюэ (вьет. Thụy Khuê), Тыльен (вьет. Tứ Liên), Суанла (вьет. Xuân La), Йенфу (вьет. Yên Phụ).

## Экономика
Большое значение в экономике Тэйхо играет внутренний и международный туризм, многочисленных посетителей района привлекают Западное озеро, парки, храмы и рестораны. Кухня Тэйхо на весь Ханой славится своим собачьим мясом, улитками, креветками (Bánh tôm Hồ Tây) и другими традиционными блюдами. Чай из цветов лотоса, растущего на водной глади Западного озера, считается культурным наследием Ханоя (центром производства и торговли чаем является посёлок Куангба в квартале Куанган). Также старые кварталы вокруг Западного озера известны производством «лотосового вина» и плетёных изделий. Несмотря на плотную застройку в районе сохранились фруктовые сады, где выращивают персики, кумкват и декоративные растения, огороды и цветочные плантации (особенно в кварталах Няттан и Тыльен, вдоль берега Красной реки).
В районе расположены высотные жилые комплексы (Ciputra International City), отели (InterContinental Hanoi Westlake, Sheraton Hanoi, Fraser Suites Hanoi, Elegant Suites Westlake, The Hanoi Club Hotel, Lake View Hotel, Sedona Suites Hanoi, Hanoi Paloma, Công Đoàn, Sunset Westlake), торговые центры (Syrena), сетевые супермаркеты (Fivimart), рынки Быой (вьет. Bưởi) и Няттан (вьет. Nhật Tân), цветочный рынок Куанган (вьет. Quảng An). В офисном центре Syrena Tower находятся офисы авиакомпании Air Mekong и нескольких международных банков.    

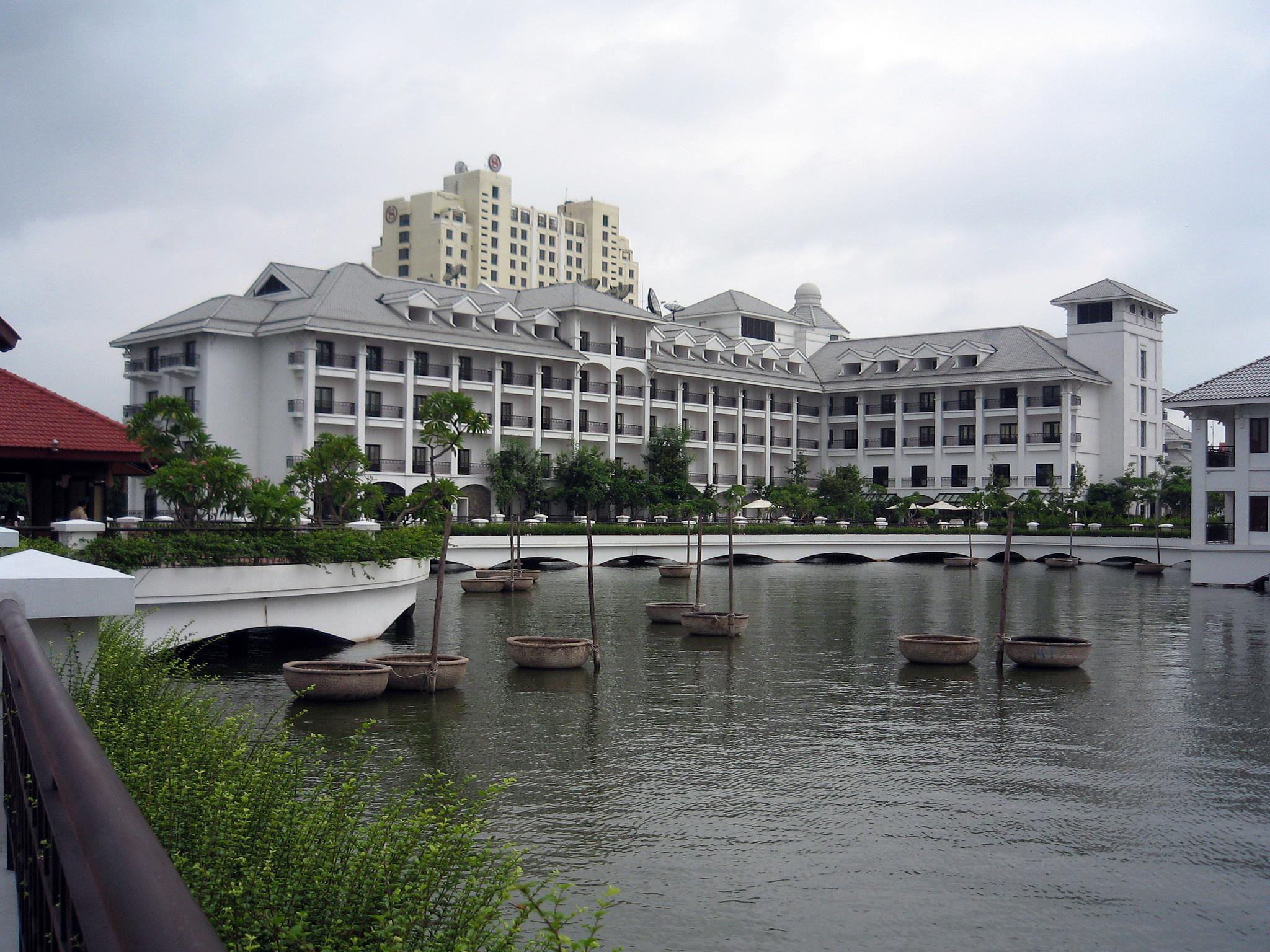
Отель InterContinental
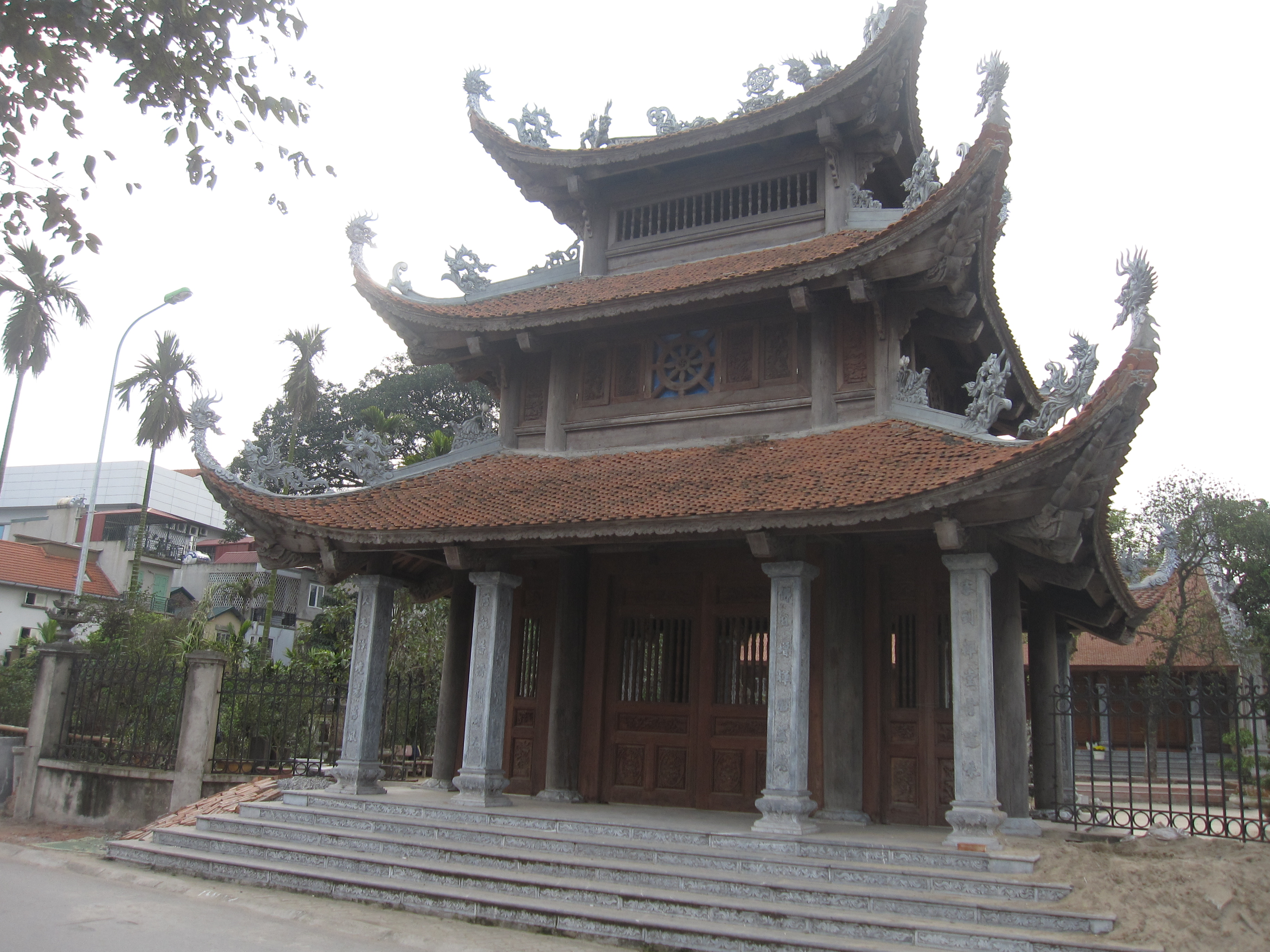
Храм Таошать
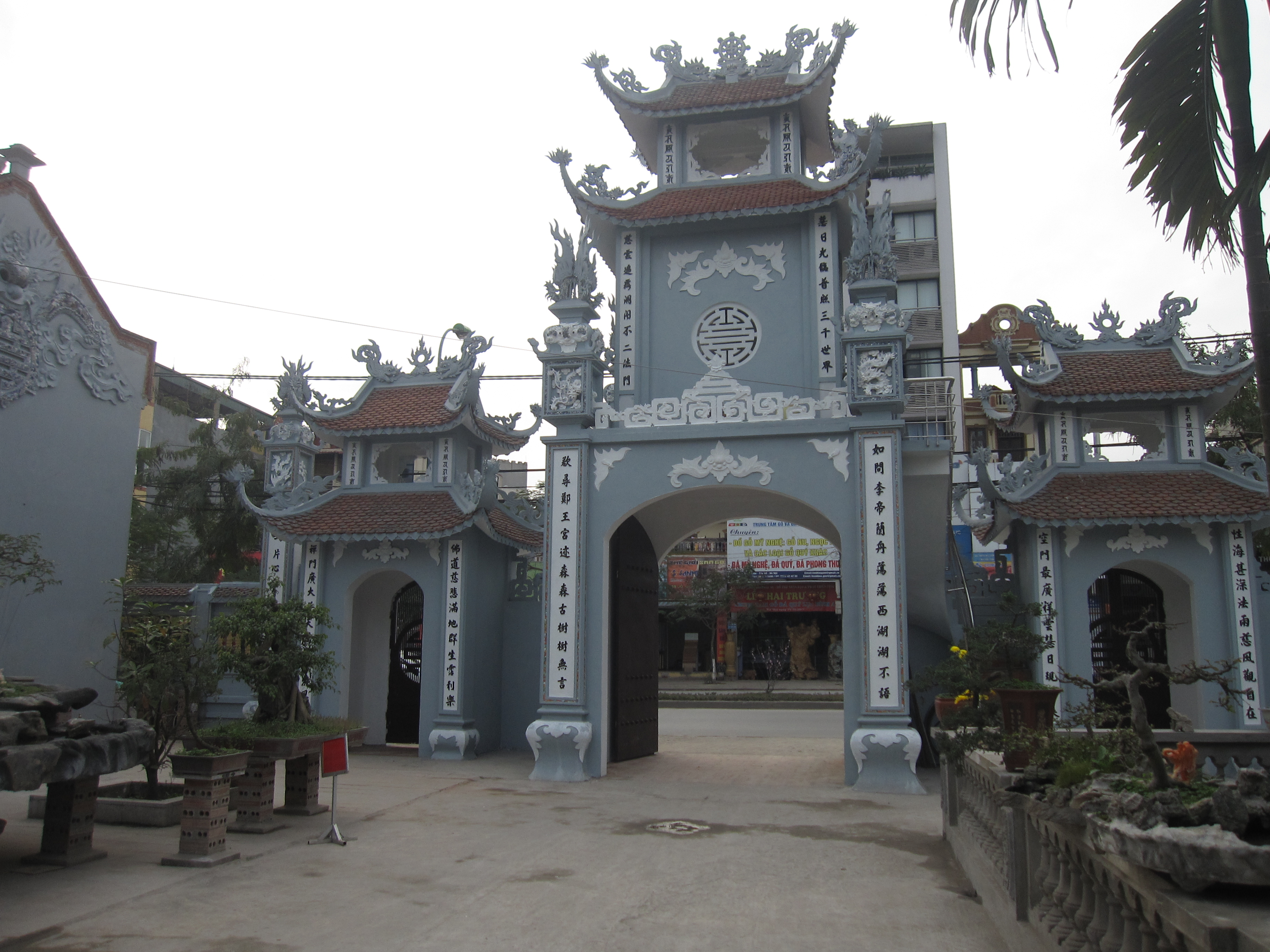
Храм Тхьенньен
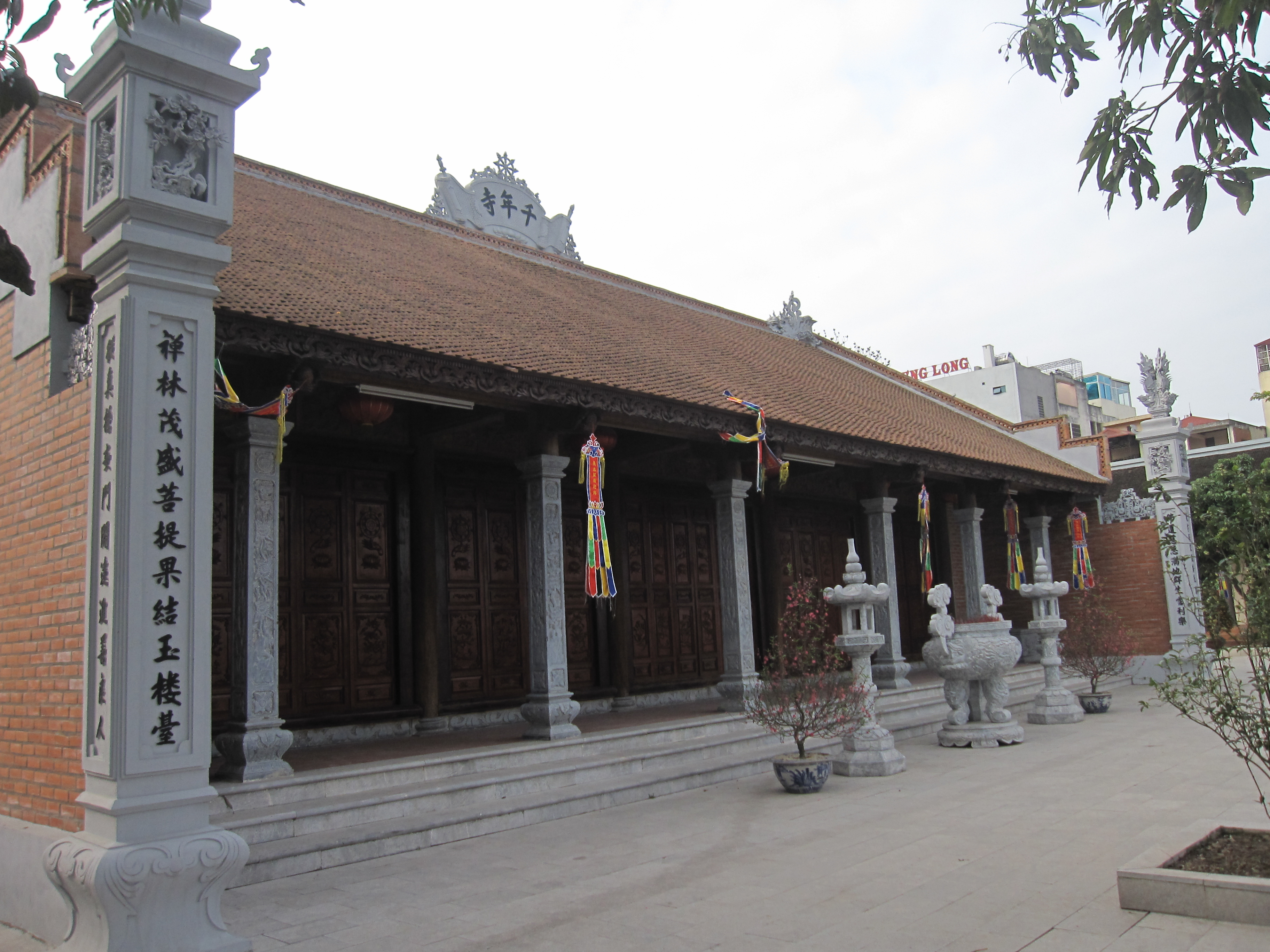
Храм Тхьенньен
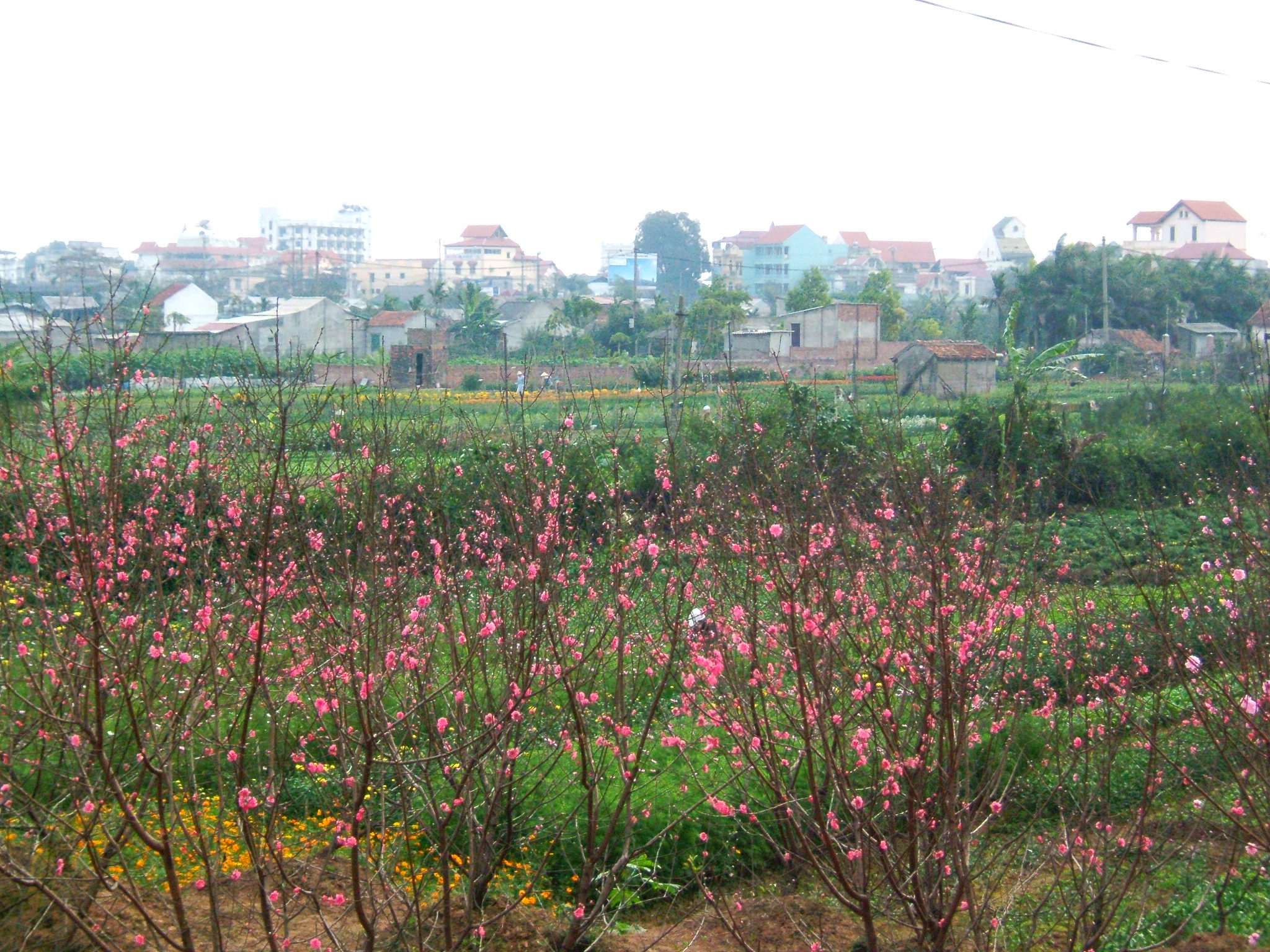
Огороды в Няттане
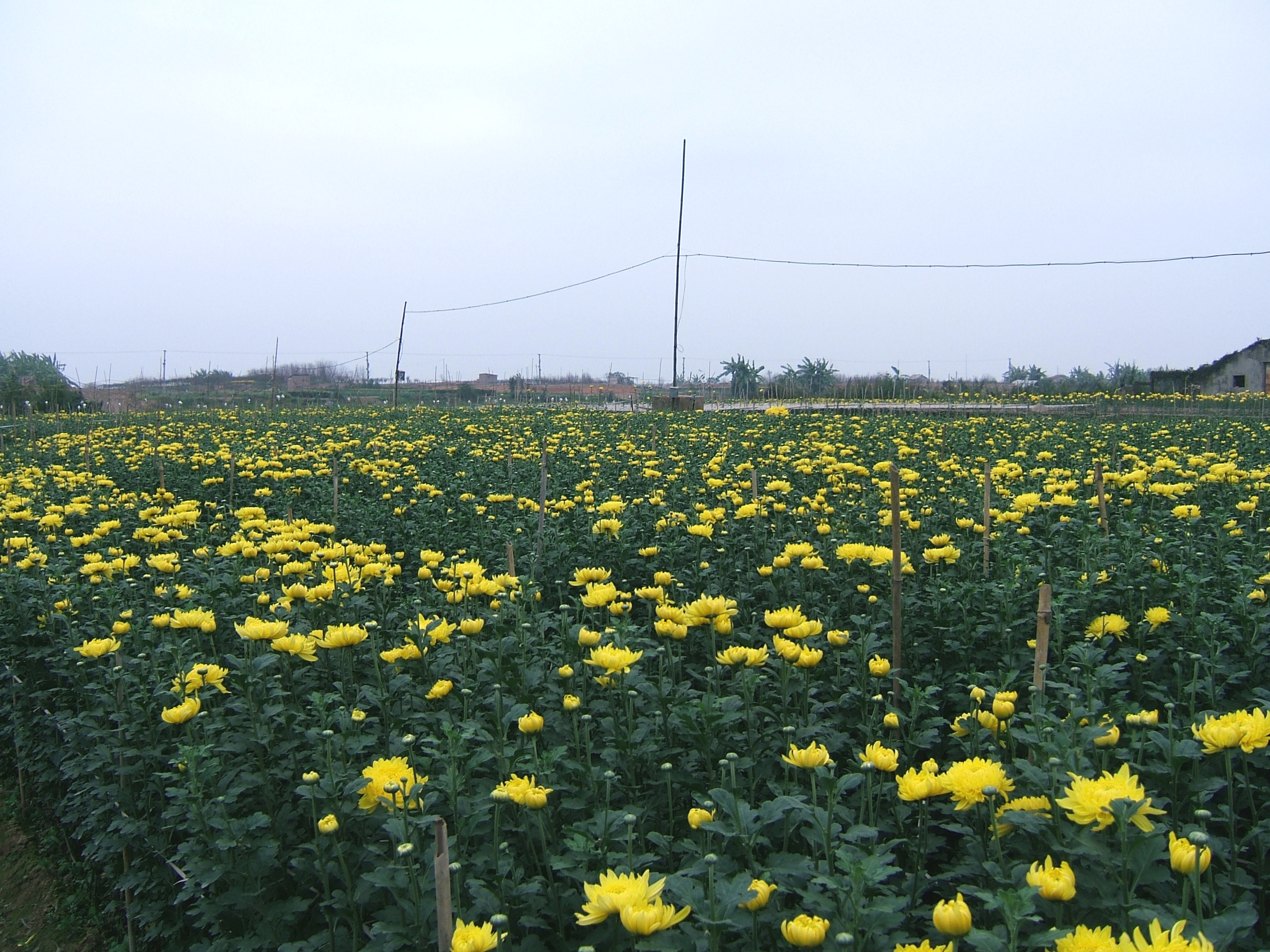
Цветы в Няттане

## Транспорт
Наиболее оживлёнными магистралями района являются улицы Вотиконг (вьет. Võ Chí Công), Анзыонг-выонг (вьет. An Dương Vương), Ауко (вьет. Âu Cơ), Лаклонгкуан (вьет. Lạc Long Quân). Через реку Хонгха переброшен вантовый мост Няттан (вьет. Cầu Nhật Tân), соединяющий Тэйхо с уездом Донгань (открыт в 2015 году, длина — 3,7 км).
На берегах реки Хонгха имеется несколько рыбацких деревень, жители которых промышляют перевозкой грузов и пассажиров, а также сбором мусора. На Западном озере имеются многочисленные прогулочные лодки для туристов, а также плавучие рестораны и кафе. Часть лодок используется для вылова рыбы, улиток и уток, а также для сбора лотосов.

## Культура
В районе расположены Музей вьетнамской литературы, Музей инженерных войск, пагода Чанкуок, построенная в 1771 году пагода Кимльен (вьет. Kim Lien), храмы Футэйхо (вьет. Phủ Tây Hồ), Фолинь (вьет. Phổ Linh), Ванньен (вьет. Vạn Niên), Тхьенньен (вьет. Thiên Niên), Куанла (вьет. Quán La), Кхайнгуен (вьет. Khai Nguyên), Шай (вьет. Sãi) или Тиньлауты (вьет. Tĩnh Lâu Tự), Базя (вьет. Bà Già), Таошать (вьет. Tảo Sách), Ыкньен (вьет. Ức Niên), Тыльен (вьет. Tứ Liên), Ваннгок (вьет. Vạn Ngọc), Вонгтхи (вьет. Võng Thị), Фуса (вьет. Phú Xá), Фузя (вьет. Phú Gia), Денкауни (вьет. Đền Cẩu Nhi), Йенфу (вьет. Yên Phụ), Хоанган (вьет. Hoằng Ân), Нгитам (вьет. Nghi Tàm), церковь Тхыонгтхюи (вьет. Thượng Thụy). 
Пагода Чанкуок

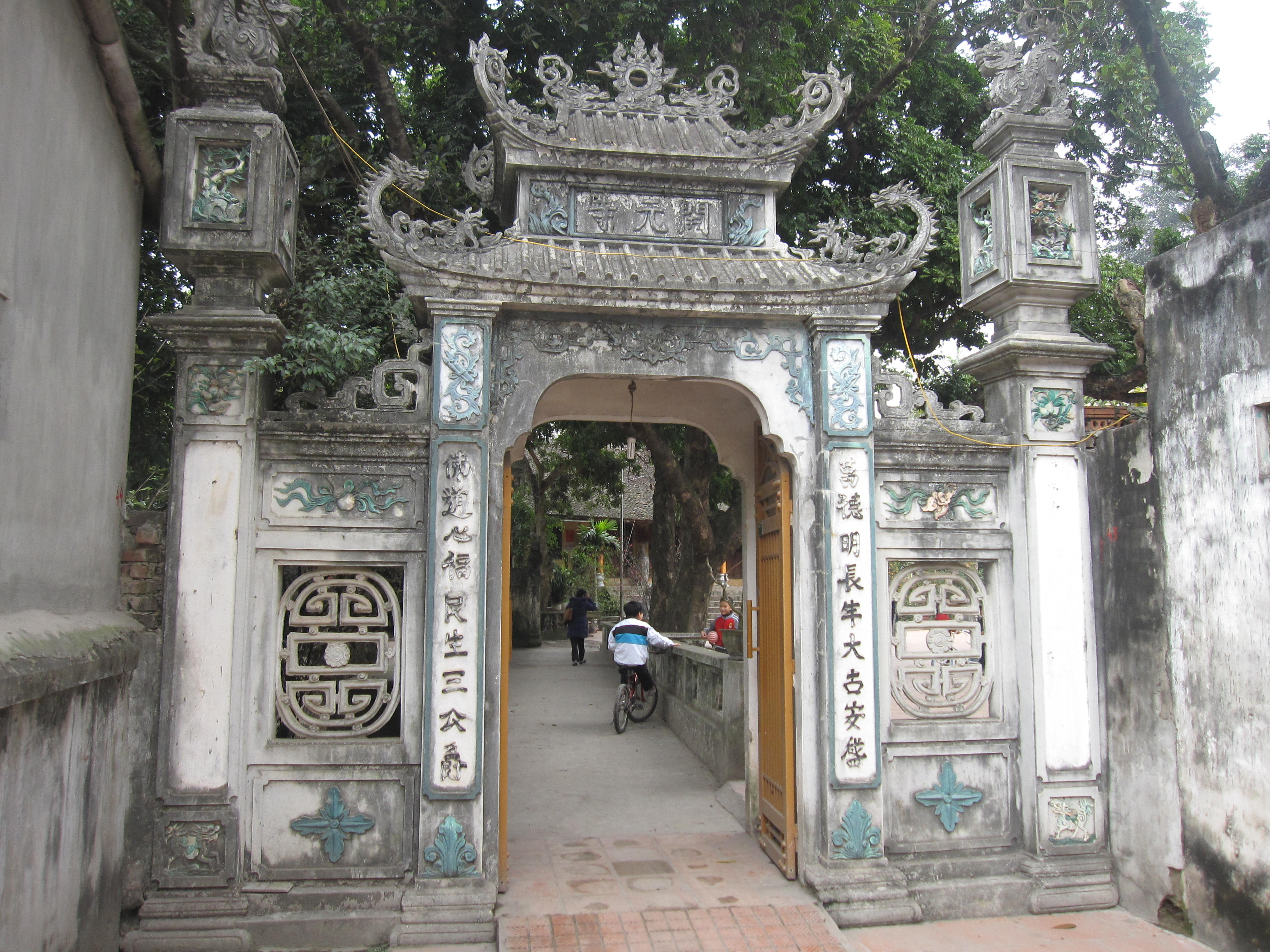
Храм Кхайнгуен

В квартале Быой проводится праздник пагоды Донгко (вьет. Đồng Cổ), который посвящён императору Ли Тхай-тонгу и сопровождается процессией в честь «бронзового джина». В общественном доме Фузя (вьет. Phú Gia) квартала Футхыонг проходит праздник посёлка Базя (вьет. Bà Già), посвящённый придворному Чанг Муку (вьет. Trang Mục), божеству-полководцу Зонг (вьет. Dóng) и «королеве шелководства» Куинь Хоа (вьет. Quỳnh Hoa); сопровождается водной процессией и певческими конкурсами. 
В квартале Быой проводится праздник посёлка Хокхау (вьет. Hồ Khẩu), посвящённый высокопоставленным придворным Зык Тханю (вьет. Dực Thánh), он же Конг Ле (вьет. Cống Lễ), и Ве Куоку (вьет. Vệ Quốc), он же Ка Ле (вьет. Cá Lễ); фестиваль сопровождается рядом религиозных церемоний и танцем 36 «гребцов лодок», исполняемым юношами на берегу Западного озера.
В квартале Куанган проводится праздник посёлка Нгитам (вьет. Nghi Tàm), посвящённый принцессе Куинь Хоа (вьет. Quỳnh Hoa), божеству Минь Кхьету (вьет. Minh Khiết), водным нимфам Тэйхо, а также Во Чунгу (вьет. Võ Trung), Во Куоку (вьет. Võ Quốc) и Бао Чунгу (вьет. Bảo Trung); фестиваль сопровождается гонками гребных лодок, конкурсом цветов и карликовых деревьев хоннонбо.

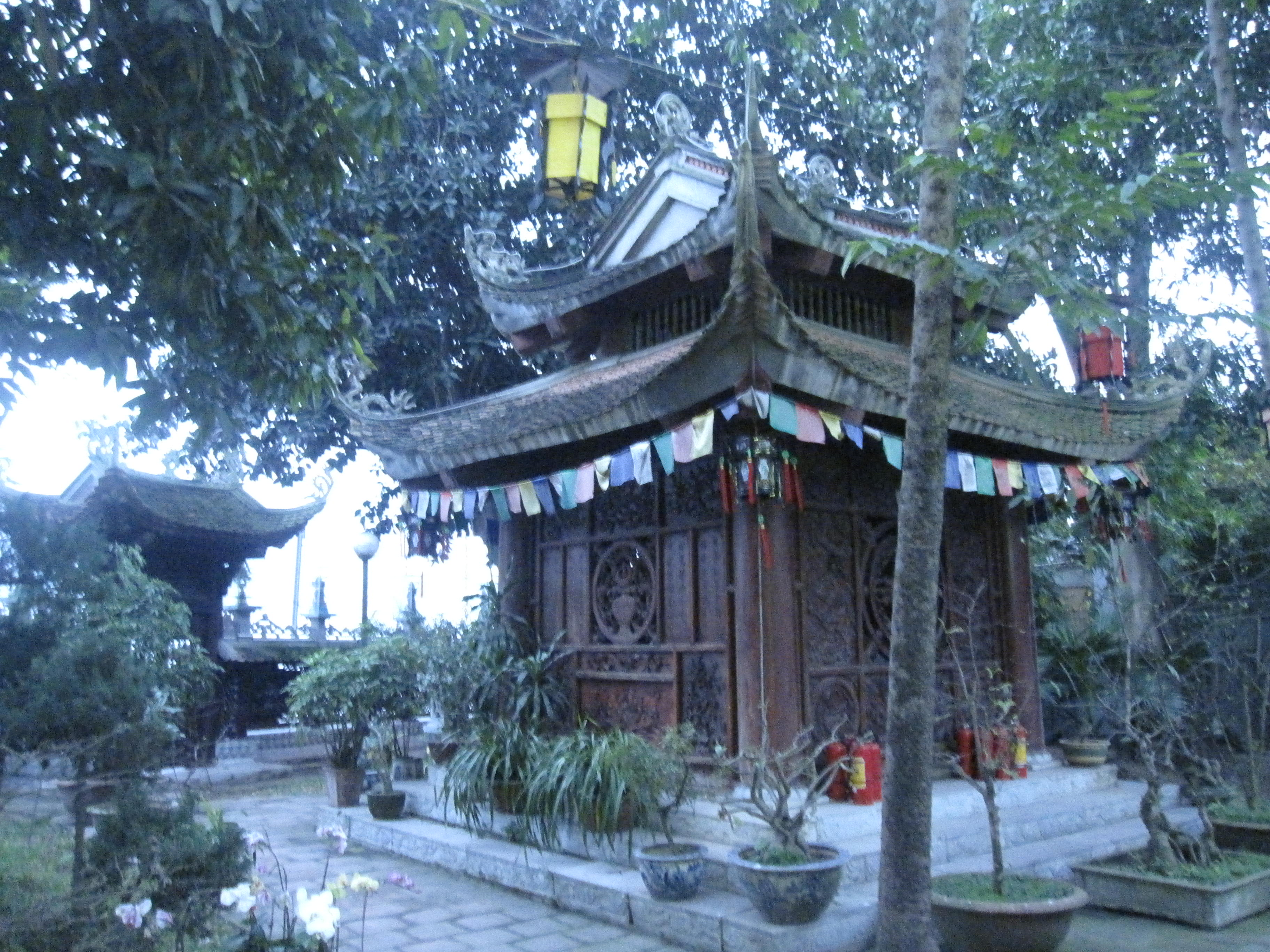
Храм Ванньен

В квартале Футхыонг проходит праздник посёлка Фуса (вьет. Phú Xá), посвящённый Нгуен Кьеу (вьет. Nguyễn Kiều) и сопровождаемый процессией в честь божества. В посёлке Куангба (вьет. Quảng Bá) квартала Куанган проводится праздник местного общественного дома, посвящённый Фунг Хынгу и шести его полководцам; фестиваль сопровождается игрой в шахматы и петушиными боями. 

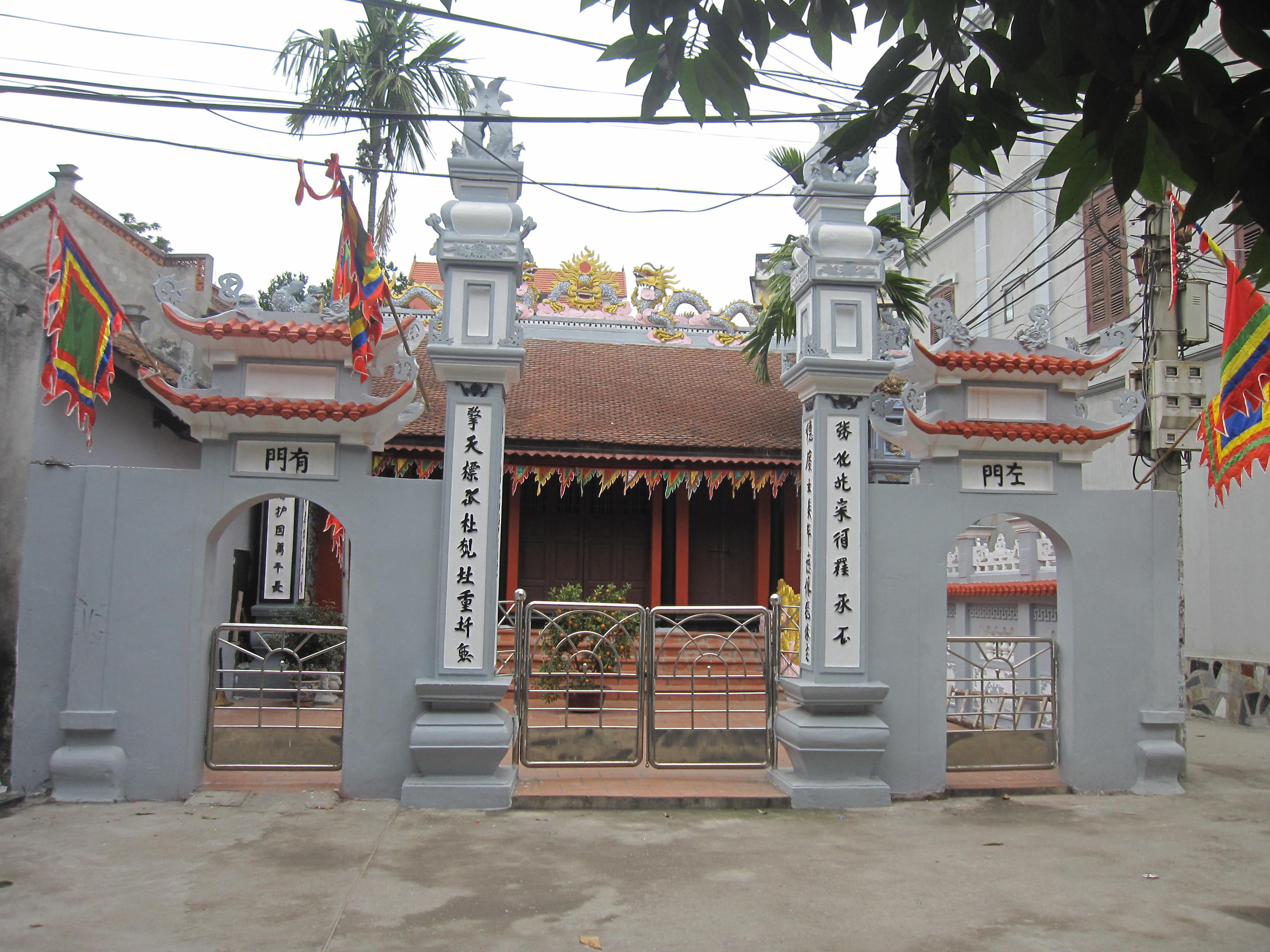
Храм Куанла

В квартале Куанган проходит праздник храма Тэйхо, посвящённый Святой Матери этой местности — принцессе Льеу Хань (вьет. Liễu Hạnh); фестиваль сопровождается религиозной процессией, подношением ладана и выступлениями певцов.
В квартале Тхюикхюэ проводится праздник одноимённого храма, посвящённый высокопоставленному придворному Линь Лангу (вьет. Linh Lang) и шести полководцам; сопровождается процессией и другими религиозными церемониями.

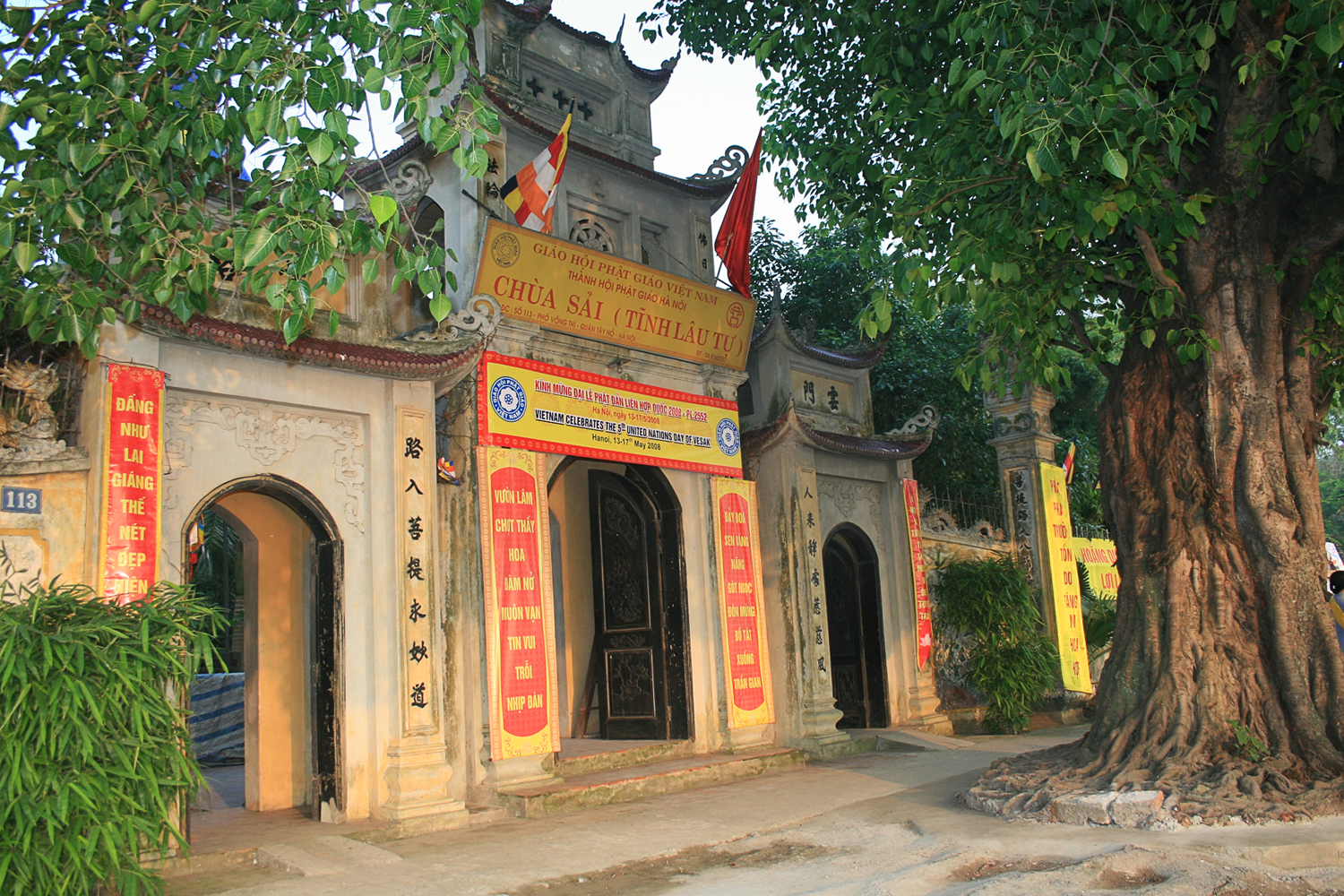
Храм Шай

В квартале Тыльен проходит местный праздник, посвящённый Бао Чунгу (вьет. Bảo Trung), Минь Кхьету (вьет. Minh Khiết), Уй Хань (вьет. Uý Hạnh) и Май Хоа (вьет. Mai Hoa); сопровождается молитвами, процессией паланкинов и танцем дракона.
В квартале Быой проводится праздник посёлка Вонгтхи (вьет. Võng Thị), посвящённый Мук Тхану (вьет. Mục Thận), который спас императора Ли Нян-тонга на Западном озере; фестиваль сопровождается поклонением герою, другими религиозными церемониями, петушиными боями и выступлениями певцов.
Также в квартале Быой проходит праздник посёлка Йентхай (вьет. Yên Thái), посвящённый господину и госпоже Зау (вьет. Dầu) — придворному Ву Фук Тьеу Ынгу (вьет. Vũ Phục Chiêu ứng) и его жене Тхуан Тинь (вьет. Thuận Chính); фестиваль сопровождается выступлениями жонглёров, конкурсом цветов и карликовых деревьев бонсай, приготовлением на пару блюд из клейкого риса и приготовлением на углях говядины.
На улице Лаклонгкуан расположен Детский парк, в котором часто проводятся культурные и развлекательные мероприятия. Также район славится своими театральными представлениями, художественными галереями и различными выставками.

## Образование
В Тэйхо расположены международная школа Объединённых наций (United Nations International School), Сингапурская международная школа, международная школа Horizon, Нидерландский архитектурный институт.

## Здравоохранение
В районе базируется Ханойская кардиологическая больница № 2.